# Flaumiger Moor-Milchling
Der Flaumige Moor Milchling (Lactarius scoticus Syn.: Lactarius pubescens var. scoticus) ist eine Pilzart aus der Familie der Täublingsverwandten (Russulaceae). Es ist ein ziemlich kleiner Milchling, der auf feuchten und torfigen Böden bei Birken wächst. Der Pilz hat einen schlanken Stiel und einen weißlichen bis cremefarbenen, ungezonten Hut. Der Hutrand ist in der Jugend mit kurzen Haaren fransig gesäumt. Die Fruchtkörper des ungenießbaren Milchlings erscheinen meist gesellig zwischen Juli und Oktober.

## Merkmale

### Makroskopische Merkmale
Der Hut ist 2–7 (8) cm breit, zuerst gewölbt und mit stark eingerolltem Rand, dann zunehmend niedergedrückt mit ausgebreitetem Rand und manchmal im Alter sogar trichterförmig vertieft. Die glatte Oberfläche ist trocken und matt, in der Mitte angedrückt wollig-samtig und nach außen hin zunehmend samtig bis haarig. Der Hutrand ist vor allem bei jungen Fruchtkörpern typischerweise mit 1–2 (3) mm langen Haaren fransig gesäumt. Der Hut ist zunächst blass cremeweiß bis fast weiß, dann oft blass rötlich ocker bis creme- oder ockergelb. Das Zentrum ist meist etwas dunkler ockerfarben bis gelblich-braun gefärbt.
Die ziemlich gedrängt stehenden Lamellen sind breit am Stiel angewachsen oder laufen leicht daran herab. Sie sind schmal bis mittelbreit und manchmal in Stielnähe gegabelt. Junge Lamellen sind cremeweißlich, ältere orange-cremefarben oder rosaockerlich gefärbt. Das Sporenpulver ist blass cremefarben.
Der zylindrische bis leicht keulige Stiel ist 2–4 (7,5) cm lang und 0,4–1,0 (1,5) cm breit. Die glatte bis sehr fein samtige Oberfläche ist trocken und anfangs blass cremefarben, später dunkler und oft ockergelb gefleckt. Das Stielinnere ist anfangs voll und später oft hohl.
Das ziemlich brüchige und relativ weiche Fleisch ist weißlich bis cremefarben oder rötlich ocker. Es schmeckt sofort sehr scharf und riecht säuerlich-fruchtig. Die weiße, nicht sehr reichliche Milch trocknet cremegelblich ein. Auch sie schmeckt fast sofort sehr scharf.

### Mikroskopische Merkmale
Die breitelliptisch Sporen sind durchschnittlich 6,5–6,9 µm lang und 4,9–5,0 µm breit. Der Q-Wert (Quotient aus Sporenlänge und -breite) ist 1,2–1,5. Das Sporenornament wird bis zu 0,5 µm hoch und besteht aus zahlreichen, isoliert stehenden Warzen und Rippen, die durch dünne Linien, teilweise netzartig verbunden sind, Der Hilarfleck hat manchmal einen zentralen, amyloiden Fleck.
Die zylindrischen, keuligen bis bauchigen, meist 4-sporigen Basidien sind 30–45 µm lang und 7–9 µm breit. Auf der Lamellenfläche kommen zerstreut bis zahlreich Pleuromakrozystiden vor, die 40–60 × 7–10 (11,5) µm messen. Sie sind spindelförmig bis lanzettlich und tragen oben oft eine aufgesetzte, deutlich ausgezogene Spitze. Die Lamellenschneide ist heterogen, neben den Basidien findet man relativ wenige verbogen-spindelförmige Cheilomakrozystiden. Diese messen 30–50 × 6–8,5 µm und laufen an ihrem oberen Ende zu einer kleinen Spitze aus oder sind perlenkettenartig eingeschnürt.
Die Huthaut (Pileipellis) ist eine Ixocutis aus mehrheitlich parallel liegenden, dicht verflochtenen, 2,5–8 µm breiten Hyphen. Die Schleimschicht ist 10–20 µm dick.

## Artabgrenzung
Der Flaumige Moor-Milchling kann oft nur schwer von kleinen Exemplaren des Flaumigen Milchlings (L. pubescens) unterschieden werden. Auch mikroskopisch sind sich die beiden Arten sehr ähnlich.
Der Moor-Milchling unterscheidet sich durch die schmächtigeren, weniger haarigen Fruchtkörper, dessen Stiel meist nicht mehr als 4–8 mm dick ist. Der Flaumige Milchling hat kräftigere und stämmigere Fruchtkörper und der Hutrand ist länger behaart, wodurch er mehr oder weniger zottig aussieht, während der Hutrand des Flaumigen Moor-Milchling weniger und kürzere Haare hat und dadurch wie gefranst wirkt.
Außerdem hat der Flaumige Moor-Milchling bedeutend weniger Lamellen, eine leicht gelblich verfärbende Milch und der Stiel hat keine rosafarbene, ringartige Zone unterhalb der Lamellen. Der Moor-Milchling bevorzugt sehr feuchte bis nasse Standorte in Mooren, während der Flaumige Milchling kaum an bestimmte Standorte oder Böden gebunden ist.

## Ökologie
Der Flaumige Moor-Milchling ist ein Mykorrhizapilz, der strikt an Birken gebunden ist. Man findet ihn in der Regel nur in Mooren, wo der Pilz an feucht-nassen Stellen, meist inmitten von Torfmoospolstern wächst. Die Fruchtkörper erscheinen meist gesellig und oft in großer Zahl zwischen Juli und Oktober.

## Verbreitung

Verbreitung des Flaumigen Moor-Milchlings in Europa. Grün eingefärbt sind Länder, in denen der Milchling nachgewiesen wurde. Grau dargestellt sind Länder ohne Quellen oder Länder außerhalb Europas.

Da der Milchling an moorige Standorte gebunden ist, ist er in Süd-, West- und Mitteleuropa selten oder fehlt ganz. In den nordeuropäischen Moorgebieten ist er aber ein ziemlich häufiger Pilz. In Mitteleuropa ist er nur im Alpenraum etwas häufiger anzutreffen.
Da der Milchling mehr oder weniger an Moore gebunden ist, ist er in Deutschland sehr selten und kommt wohl nur in den Moorgebieten des südbayerischen Alpenvorlandes etwas häufiger vor. Man findet den Milchling auch in den Hochmooren der Schweiz (Jura. Zentralschweiz), wo die Art recht ortshäufig sein kann.

## Systematik
Der Flaumige Milchling wurde 1879 unter dem auch heute noch verwendeten Namen Lactarius scoticus durch M.J. Berkeley und C.R. Broome beschrieben.
Nomenklatorische Synonyme sind Lactifluus scoticus (Berk. & Broome) Kuntze (1891) und Lactarius pubescens var. scoticus (Berk.& Broome) Krieglst. (1991).
Weitere taxonomische Synonyme sind:
L. torminosus ssp. pubescens (Fr.) Konrad & Favre (1935),
L. torminosus var. gracillimus J.E.Lange (1940),
L. albocremeus Z.Schaefer (1958) und
L. favrei H.Jahn (1982).
Auch bei Lactarius pubescens im Sinne von Konrad & Maublanc, Blum, Bon, Marchand handelt es sich um den Flaumigen Moor-Milchling.
Wie Kriegelsteiner halten viele Mykologen den Milchling nur für eine Varietät des Flaumigen Milchlings, da die beiden Arten selbst von Experten kaum auseinanderzuhalten sind. Das lateinische Artattribut (Epitheton) scoticus bedeutet schottisch (skotisch).

### Infragenerische Systematik
Der Flaumige Moor-Milchling wird von M. Basso und Heilmann-Clausen in die Untersektion Piperites gestellt, die innerhalb der gleichnamigen Sektion steht. M. Bon stellt ihn in die Sektion Tricholomoidei, die der Sektion Piperites weitgehend entspricht. Die Vertreter der Untersektion Piperites haben Hüte mit fransigem, zottigem oder wollenem Hutrand und eine stets weiße, mehr oder weniger unveränderliche Milch. Der Flaumige Moor-Milchling ist sehr nah mit dem Flaumigen Milchling verwandt, oftmals sind beide Arten kaum zu trennen.

## Bedeutung
Der scharf schmeckende Flaumige Moor-Milchling ist kein Speisepilz.